# Sombrero verde (álbum)
Sombrero Verde es el álbum debut de Sombrero Verde editado en 1981.
Las canciones que destacaron como sencillos de este álbum fueron: Vampiro, Profesor, Long Time y Despiértate.
Este álbum no dejó conforme a la banda, debido a su poco éxito.

## Lista de canciones
| #  | Título      | Duración |
| -- | ----------- | -------- |
| 1  | Nunca Más   | 3:00     |
| 2  | Profesor    | 4:18     |
| 3  | Kitty Poo   | 3:40     |
| 4  | Long Time   | 3:03     |
| 5  | Ascensor    | 3:20     |
| 6  | Despiértate | 3:49     |
| 7  | U-La-La-La  | 4:00     |
| 8  | Concierto   | 3:30     |
| 9  | Lo Siento   | 3:33     |
| 10 | Vampiro     | 3:34     |

## Personal
- Fernando Olvera - voz principal, guitarra acústica y guitarra eléctrica.
- Gustavo Orozco - guitarra eléctrica.
- Juan Diego Calleros -bajo

- Ulises Calleros - guitarra eléctrica, coros.
- Abraham Calleros - batería, percusión.

- Datos: Q7559333